# Okres Snina
Der Okres Snina (deutsch Bezirk Snina) ist eine Verwaltungseinheit im Osten der Slowakei mit 39.204 Einwohnern (2004) und einer Fläche von 805 km².
Er ist der östlichste Okres der Slowakei und grenzt im Norden an Polen, im Osten an die Ukraine, ehemals Karpatoukraine, im Süden an den Okres Sobrance im Košický kraj und im Westen an den Okres Humenné.
Historisch gesehen liegt er vollständig im ehemaligen Komitat Semplin (siehe auch Liste der historischen Komitate Ungarns).

## Bevölkerung
| Jahr                | 1994   | 2004    | 2014    | 2024    |
| ------------------- | ------ | ------- | ------- | ------- |
| Anzahl der Personen | 39.369 | 39.204  | 37.451  | 33.792  |
| Unterschied         |        | −0,41 % | −4,47 % | −9,77 % |

| Jahr                | 2023   | 2024    |
| ------------------- | ------ | ------- |
| Anzahl der Personen | 34.071 | 33.792  |
| Unterschied         |        | −0,81 % |

## Städte
- Snina (Snina)

## Gemeinden
- Belá nad Cirochou
- Brezovec
- Čukalovce
- Dlhé nad Cirochou
- Dúbrava
- Hostovice
- Hrabová Roztoka
- Jalová
- Kalná Roztoka
- Klenová
- Kolbasov
- Kolonica
- Ladomirov
- Michajlov
- Nová Sedlica
- Osadné
- Parihuzovce
- Pčoliné
- Pichne
- Príslop
- Runina
- Ruská Volová
- Ruský Potok
- Stakčín
- Stakčínska Roztoka
- Strihovce
- Šmigovec
- Topoľa
- Ubľa
- Ulič
- Uličské Krivé
- Zboj
- Zemplínske Hámre (Josefhammer)

Das Bezirksamt ist in Snina.

## Kultur
In dem Artikel Denkmalgeschützte Objekte im Okres Snina findet man Informationen über die vom slowakischen Denkmalamt geschützten Objekte im Okres.